# Normaal
Normaal (Нормально) — нідерландський рок-гурт з провінції Ахтерхук. Через декілька років після заснування гурт став відомий у Нідерландах. Він і досі має популярність, особливо серед молоді. Після того, як музиканти виконали блюзову композицію, співаючи повністю на місцевому діалекті (варіанті
нижньосаксонсьскої мови) їх жанр почали часто називати «сільський» або «фермерський рок».
У творчості «Normaal» з'єднуються поп, кантрі, важкий рок, рок-н-рол та сатерн-рок.
Гурт «Normaal» є національно відомим та мав більше пісень, що потрапляли до чартів Топ-40 та не займали там високі місця, ніж будь-який інший нідерландський колектив. Незважаючи на це, пісні гурту ніколи не досягали першого місця.

## Склад
- Бенні Йолінк — спів, гітара, перкусія, піаніно, акордеон
- Тімо Келдер — ударні
- Рул Спанієрс — клавішні
- Ферді Йолі — спів, гітара
- Ян Вільм Толкамп — гітара
- Віллем Терхорст — спів, бас-гітара
- Ян де Лігтс —  саксофон.

### Колишні учасники
- Ян Мансхот —  ударні, спів
- Пол Кемпер —  гітара
- Ян Колкман —  гітара
- Алан Гаскойн —  гітара
- Роберт Коленбрандр — гітара, акордеон
- Фокке де Йонг — ударні, спів
- Теса Бомкамп — ударні, спів, гітара
- Аренд Бауместер — саксофон
- Йост Хаген — тромбон
- Ніко Грон — ударні.

## Дискографія

### Студійні альбоми
- Oerend hard (1977)
- Ojadasawa (1978)
- D'n Achterhoek tsjoek (1979)
- Høken is normaal (1980)
- Deurdonderen (1982)
- De boer is troef (1983)
- De klok op rock (1984)
- Steen stoal en sentiment (1985)
- Zo kommen wi-j de winter deur (1985)
- Kiek uut (1986)
- Noar 't café (1987)
- Da's normaal (1988)
- Rechttoe rechtan (1989)
- H.A.L.V.U. (1991)
- Buugen of barsten (1992)
- Gas d'r bi-j (1994)
- Top of the bult (1996)
- Krachttoer (1997)
- Høken, kreng (1998)
- Effe zitten (2000)
- Van tied tut tied (2000)
- Ik kom altied weer terug (2001)
- Høk & swing (2003)
- Fonkel (2004)
- Hier is Normaal (2006)
- Ni-je NRS (2008)
- De Blues eLPee (2009)
- Halve Soul, Helemoal Høken (2012)

### Концертні альбоми
- Springleavend (1981)
- Normalis jubilaris (1990)
- Bi-j Normaal thuus (1993)
- Kriebel in de konte (1998)
- Vernemstig te passe (2003)

### Компіляційні альбоми
- Stark wark 1980-1983 (1983)
- 12½ jaar (1988)
- Het beste van Normaal (1992)
- Hits van Normaal (1994)
- Deur de joaren hen (1997)
- Onwijs høken 20 jaar hits (1997)
- 100 x Normaal (2007)